# Siegfried Pabst

Siegfried Pabst bei der Verleihung des Bundesverdienstkreuzes, 10. Juli 2012

Siegfried Pabst (* 14. Dezember 1944 in Weingarten (Baden)) ist ein deutscher Unternehmer und Verleger.

## Leben und Beruf
Seine Schulausbildung schloss Siegfried Pabst 1964 mit dem Abitur ab. Von 1964 bis 1969 studierte er Volkswirtschaft an der Universität  Heidelberg. In den frühen 1970er Jahren war er für die Karlsruher Lebensversicherung tätig. Von 1972 bis 1983 war er Leiter des Planungsstabes, dann der Abteilung Politik der FDP und Leiter der Abteilung Planung und Grundsatz (zugleich Pressesprecher) der Friedrich-Naumann-Stiftung. Seit 1984 ist er Verlagsleiter, seit 1997 Geschäftsführender Gesellschafter des Universum Verlages in Wiesbaden. Seit 2010 ist Pabst Aufsichtsratsvorsitzender der Universum Kommunikation und Medien AG, Berlin. 2006 gründete er die Pabst Media Beteiligungs GmbH. Mit dieser war er Gesellschafter der Cicero Gesellschaft für Werbung und Kommunikation mbH in Wiesbaden (inzwischen Cicero Kommunikation GmbH). Er ist Mitherausgeber der Wiesbadener Ausgabe von VivArt. Magazin für Kultur und Lebensart.
Zu den zahlreichen Aktivitäten von Siegfried Pabst gehört (1987) die Gründung der gemeinnützigen „Arbeitsgemeinschaft Jugend und Bildung e.V.“, die aus Bildungsexperten von Kultusministerien der Länder und des Europäischen Parlaments besteht. Ihr Ziel sieht sie darin, den Schulen werbefreie und trotzdem kostenlose Informationsmaterialien zur Ergänzung und Bereicherung des Unterrichts zur Verfügung zu stellen.
Im Jahre 2005 gründete Siegfried Pabst die „Stiftung Jugend und Bildung“. Ihr Zweck ist es, die Bildung und Erziehung der Jugend zu fördern. Die Stiftung will Projekte anstoßen und selbst realisieren, die bestehende Vielfalt schulischer Initiativen, Austausch, Wettbewerb und deren Qualität und Verbreitung fördern.
Ebenfalls seit 2005 ist Siegfried Pabst Mitglied im Beirat des Verbandes für Sicherheit, Gesundheit und Umweltschutz bei der Arbeit und seit 2008 dessen Vorsitzender, womit er seinem weiteren Anliegen, sich für Prävention und Gesundheit einzusetzen, Ausdruck verleiht.
Hinzu kommen weitere ehrenamtliche Aktivitäten im Medienbereich. In den Jahren von 2007 bis 2011 war Siegfried Pabst Beisitzer im Vorstand des Südwestdeutschen Zeitschriftenverleger-Verbandes. Außerdem ist er stellvertretender Vorsitzender des Programmbeirates von Radio RPR/bigFM.
Siegfried Pabst hat drei Kinder.

## Gesellschaftliches Engagement
- Mitglied des Beirats des Verbandes Deutscher Sicherheitsingenieure (VDSI)
- Stv. Vorsitzender des Programmbeirats Radio RPR1/Big FM
- Gründer der Stiftung Jugend und Bildung
- seit 1984 ehrenamtliches Engagement für die Arbeitsgemeinschaft Jugend und Bildung e.V., dort

- Herausgabe von Schulmaterialien und Schriften zur wirtschaftlichen, sozialen und politischen Bildung
- Veranstaltung von Seminaren und Tagungen
- Herausgeber der Buch-Reihe „Zukunft der Arbeit – Arbeit der Zukunft“, die die Diskussionen um die Entwicklung der Arbeitswelt und des Arbeitsmarktes begleitet

## Politisches Engagement
- seit Mai 1967 Mitglied der Freien Demokratischen Partei (FDP)
- Ämter als Kreisvorstand, Delegierter zu Bezirks-, Landes- und Bundesparteitagen
- Mitarbeit in etlichen Fachausschüssen, Strategie- und Programmkommissionen
- Kandidaturen zum Deutschen Bundestag 1983 und 1987 im Wahlkreis Schwarzwald-Baar, zum Landtag Baden-Württemberg 1984 im Wahlkreis Villingen-Schwenningen
- langjährige – auch ehrenamtliche – Tätigkeit in der politischen Bildung bei den Deutschen Jungdemokraten, der FDP und der Friedrich-Naumann-Stiftung

## Ehrungen
Am 10. Juli 2012 wurde Siegfried Pabst für sein jahrzehntelanges Engagement im Bildungsbereich das Verdienstkreuz am Bande des Verdienstordens der Bundesrepublik Deutschland verliehen.